# Рамли Сарип
Датук Рамли бин Сарип (на малайски: Datuk Ramli bin Sarip е сингапурски и малайзийски рок-певец.

## Биография
Рамли Сарип е роден на 15 октомври 1952 година в Сингапур. Той е една от основателите на сингапурска рок-сцена през 1967 година с групата „Суийт Чарити“.